# おいらせ町立木ノ下小学校
おいらせ町立木ノ下小学校（おいらせちょうりつ きのしたしょうがっこう）は、青森県上北郡おいらせ町の旧下田町域にある公立小学校。

## 沿革
- 1881年（明治14年）5月23日 - 下田村字木ノ下の松林藤松宅を借用し、下田小学北分校として発足。
- 1887年（明治20年） - 木ノ下簡易小学校と改称。
- 1889年（明治22年）11月1日 - 木内々尋常小学校の分校となる。
- 1898年（明治31年）10月17日 - 校舎改築。
- 1921年（大正10年）8月1日 - 校舎改築。
- 1927年（昭和2年）6月9日 - 昇格独立し、木ノ下尋常小学校となる。
- 1941年（昭和16年）4月1日 - 国民学校令により、木ノ下国民学校と改称。
- 1947年（昭和22年）
  - 4月1日 - 学制改革（六・三制施行）により、下田村立木ノ下小学校と改称。同日、木ノ下中学校を併置し、高等科生を中学校に移籍。
  - 6月22日 - 校舎新築移転。
- 1950年（昭和25年）2月15日 - 木ノ下中学校校舎新築。
- 1969年（昭和44年）8月1日 - 下田村の町制施行により、下田町立木ノ下小学校と改称。
- 1973年（昭和48年）3月 - 防音校舎完成。
- 1991年（平成3年） - 現校舎完成[1]。
- 2006年（平成18年）3月1日 - 町村合併により、おいらせ町立木ノ下小学校と改称。

## 学区
- こちらのサイトを参照

## アクセス
- おいらせ町民バス北線「青葉南」バス停から、徒歩約700m・約11分。
- 青い森鉄道下田駅から、上述のおいらせ町民バスで、「青葉南」バス停下車後、徒歩。

## 周辺
- 学校法人下田学園しもだ幼稚園 - 進級前幼稚園のひとつ。

## 参考資料
- 『青森県教育史 別巻』（青森県教育委員会・1973年12月20日発行）「学校沿革 小学校」822頁「木ノ下小学校」